# Końskowola (Puławy)
Pour les articles homonymes, voir Końskowola.
Końskowola (prononciation [ɔɲskɔˈvɔla]) est un village de la gmina de Końskowola du powiat de Puławy dans la voïvodie de Lublin, situé dans l'est de la Pologne.
Le village est le siège administratif (chef-lieu) de la gmina appelée gmina de Końskowola.
Il se situe à environ 12 kilomètres au sud-ouest de Puławy (siège du powiat) et 49 kilomètres à l'ouest de Lublin (capitale de la voïvodie), sur la rivière Kurówka.
Le village comptait approximativement une population de 2 250 habitants en 2013.

## Histoire
Końskowola a probablement été fondé sur la base du droit de Magdebourg au XIVe siècle sous le nom Witowska Wola. Le nom actuel date du XIXe siècle.
Le 8 juin 1532, la ville est incorporée. Końskowola était un important centre de distribution alimentaire local. On y trouvait également de nombreuses manufactures de textile. De nombreuses personnes en provenance du reste de la Pologne mais aussi de Saxe émigrèrent dans la ville.
Depuis lors, son histoire est liée à celle de toute la région. Après la troisième partition de la Pologne en 1795, la ville est annexée par l'Autriche. En 1809, elle fait partie du duché de Varsovie pour finalement faire partie du Royaume de Pologne en 1815. Après la révolte de janvier, en 1870, la ville perd définitivement le statut de ville. Pendant la révolution russe de 1905, de nombreuses manifestations et grèves de solidarité furent organisées. En 1918, la ville est réintégrée à la Pologne.
Le 15 septembre 1939, Końskowola est prise par les troupes allemandes et reste occupée jusqu'au 25 juillet 1944. Un camp de prisonniers et un autre de travail sont installés par les nazis dans la ville. Le premier ferme rapidement, le second reste ouvert jusqu'en 1943. Un ghetto peuplé de Juifs principalement originaires de Slovaquie est également établi. En octobre 1942, la population du ghetto (de 800 à 1 000 personnes) est liquidée. Parmi elle se trouvaient des femmes et enfants.
De 1975 à 1998, le village est attaché administrativement à l'ancienne voïvodie de Lublin.

Depuis 1999, il fait partie de la nouvelle voïvodie de Lublin.

## Personnalités liées au village
- Andrzej Schoneus
- Grzegorz Piramowicz
- Józef Koblański
- Franciszek Zabłocki
- Józef Orłowski
- Franciszek Dionizy Kniaźnin
- Władysław Oleszczyński
- Franciszek Sadurski
- Julia Pirotte
- Alfons Faściszewski
- Małgorzata Sadurska

## Divers
Parmi les attractions touristiques principalement se trouvent des églises du XVIIe siècle. C'est aussi là que sont enterrés les poètes Franciszek Dionizy Kniaźnin et Franciszek Zabłocki.
| Les 2 églises historiques de Końskowola     |                                                     |                      |                                            |
| Intérieur de l'église de Znalezienia Krzyża | Église de Znalezienia Krzyża par Tylman van Gameren | Panorama de l'église | Prétoire de l'église de Znalezienia Krzyża |
| Église Sainte Anne                          | Église Sainte Anne                                  | Église Sainte Anne   | Chapelle près de l'église Sainte Anne      |